# Schmalspurnetz Berehowe
| |                                                     |                                                          |                                                          |
| Streckenlänge: | 107 km                                              |                                                          |                                                          |
| Spurweite: | bis 1948: 760 mm (Bosnische Spur) seit 1948: 750 mm |                                                          |                                                          |
| |                                                     |                                                          |                                                          |
| \| \| 0 \| Berehowe (ukr. Берегове, ung. Beregszász) \| Berehowe (ukr. Берегове, ung. Beregszász) \| \| \| \| Anschluss an die Bahnstrecke Batjowo–Korolewo \| \| \| \| 1 \| Berehowe Male (ukr. Берегове Мале, ung. Beregszász lév.) \| Berehowe Male (ukr. Берегове Мале, ung. Beregszász lév.) \| \| \| 3 \| Janoschi (ukr. Яноші, ung. Makkosjánosi) \| Janoschi (ukr. Яноші, ung. Makkosjánosi) \| \| \| 5 \| Satyschne (ukr. Затишне, ung. Tasnád) \| Satyschne (ukr. Затишне, ung. Tasnád) \| \| \| \| Werksanschluss \| \| \| \| 8 \| Kidjosch (ukr. Кідьош, ung. Kígyós) \| Kidjosch (ukr. Кідьош, ung. Kígyós) \| \| \| 13 \| Berehy (ukr. Великі Береги, ung. Nagybereg) \| Berehy (ukr. Великі Береги, ung. Nagybereg) \| \| \| 18 \| Berehujfalu (ukr. Берегуйфалу, ung. Beregújfalu) \| Berehujfalu (ukr. Берегуйфалу, ung. Beregújfalu) \| \| \| 21 \| Nyschni Remety (ukr. Нижні Ремети, ung. Alsóremete) \| Nyschni Remety (ukr. Нижні Ремети, ung. Alsóremete) \| \| \| 22 \| Werchni Remety (ukr. Верхні Ремети, ung. Felsőremete) \| Werchni Remety (ukr. Верхні Ремети, ung. Felsőremete) \| \| \| 0 \| Wynohradiw (ukr. Виноградів, ung. Nagyszőllős) \| Wynohradiw (ukr. Виноградів, ung. Nagyszőllős) \| \| \| \| Anschluss an die Bahnstrecke Batjowo–Korolewo \| \| \| \| 6 \| Oleschnyk (ukr. Олешник, ung. Szőlősegres) \| Oleschnyk (ukr. Олешник, ung. Szőlősegres) \| \| \| 11 \| Tschorny Potik (ukr. Чорний Потік, ung. Feketepatak) \| Tschorny Potik (ukr. Чорний Потік, ung. Feketepatak) \| \| \| 16 \| Schalanky (ukr. Шаланки, ung. Salánk) \| Schalanky (ukr. Шаланки, ung. Salánk) \| \| \| \| Borschawa \| \| \| \| \| \| \| \| \| 2028 \| Chmilnyk (ukr. Хмілник, ung. Komlós) \| Chmilnyk (ukr. Хмілник, ung. Komlós) \| \| \| 30 \| S. P. Chmilnyk (ukr. З. П. Хмілник, ung. Komlós fmh) \| S. P. Chmilnyk (ukr. З. П. Хмілник, ung. Komlós fmh) \| \| \| 33 \| Kuwjadsch (ukr. Кув'ядж, ung. Beregkövesd) \| Kuwjadsch (ukr. Кув'ядж, ung. Beregkövesd) \| \| \| \| Werksanschluss \| \| \| \| 38 \| Silze (ukr. Сільце, ung. Beregkisfalud) \| Silze (ukr. Сільце, ung. Beregkisfalud) \| \| \| 440 \| Irschawa (ukr. Іршава, ung. Ilosva) \| Irschawa (ukr. Іршава, ung. Ilosva) \| \| \| \| \| \| \| \| 5 \| Ilnyzja (ukr. Ільниця, ung. Ilonca) \| Ilnyzja (ukr. Ільниця, ung. Ilonca) \| \| \| \| Werksanschluss \| \| \| \| 8 \| Ossij (ukr. Осій, ung. Szajkófalva) \| Ossij (ukr. Осій, ung. Szajkófalva) \| \| \| 12 \| Kamjanka (ukr. Камянка, ung. Gyllalja) \| Kamjanka (ukr. Камянка, ung. Gyllalja) \| \| \| \| Werksanschluss \| \| \| \| 47 \| Dubriwka (ukr. Дубрівка, ung. Cserhalom) \| Dubriwka (ukr. Дубрівка, ung. Cserhalom) \| \| \| 53 \| Bilky (ukr. Білки, ung. Bilki) \| Bilky (ukr. Білки, ung. Bilki) \| \| \| 56 \| Imstytschowo (ukr. Імстичово, ung. Misztice) \| Imstytschowo (ukr. Імстичово, ung. Misztice) \| \| \| 58 \| Lukowo (ukr. Луково, ung. Lukova) \| Lukowo (ukr. Луково, ung. Lukova) \| \| \| 62 \| Pryborschawske (ukr. Приборжавське, ung. Zárnya) \| Pryborschawske (ukr. Приборжавське, ung. Zárnya) \| \| \| \| Werksanschluss \| \| \| \| 66 \| Dowhe (ukr. Довге, ung. Dolha) \| Dowhe (ukr. Довге, ung. Dolha) \| \| \| \| Waldbahn Dowhe \| \| \| \| 71 \| Bronka (ukr. Бронька, ung. Szuhabaranka) \| Bronka (ukr. Бронька, ung. Szuhabaranka) \| \| \| \| Waldbahn Dowhe \| \| \| \| 75 \| Kuschnyzja (ukr. Кушниця, ung. Kovácsrét) \| Kuschnyzja (ukr. Кушниця, ung. Kovácsrét) \| \| \| \| Waldbahn Kuschnyzja \| \| |                                                     |                                                          |                                                          |
| Betriebs-/Güterbahnhof Streckenanfang | 0                                                   | Berehowe (ukr. Берегове, ung. Beregszász)                | Berehowe (ukr. Берегове, ung. Beregszász)                |
| Strecke |                                                     | Anschluss an die Bahnstrecke Batjowo–Korolewo            | Anschluss an die Bahnstrecke Batjowo–Korolewo            |
| ehemaliger Haltepunkt / Haltestelle | 1                                                   | Berehowe Male (ukr. Берегове Мале, ung. Beregszász lév.) | Berehowe Male (ukr. Берегове Мале, ung. Beregszász lév.) |
| ehemaliger Haltepunkt / Haltestelle | 3                                                   | Janoschi (ukr. Яноші, ung. Makkosjánosi)                 | Janoschi (ukr. Яноші, ung. Makkosjánosi)                 |
| ehemaliger Haltepunkt / Haltestelle | 5                                                   | Satyschne (ukr. Затишне, ung. Tasnád)                    | Satyschne (ukr. Затишне, ung. Tasnád)                    |
| Abzweig geradeaus und ehemals von links |                                                     | Werksanschluss                                           | Werksanschluss                                           |
| ehemaliger Bahnhof | 8                                                   | Kidjosch (ukr. Кідьош, ung. Kígyós)                      | Kidjosch (ukr. Кідьош, ung. Kígyós)                      |
| ehemaliger Bahnhof | 13                                                  | Berehy (ukr. Великі Береги, ung. Nagybereg)              | Berehy (ukr. Великі Береги, ung. Nagybereg)              |
| ehemaliger Bahnhof | 18                                                  | Berehujfalu (ukr. Берегуйфалу, ung. Beregújfalu)         | Berehujfalu (ukr. Берегуйфалу, ung. Beregújfalu)         |
| ehemaliger Haltepunkt / Haltestelle | 21                                                  | Nyschni Remety (ukr. Нижні Ремети, ung. Alsóremete)      | Nyschni Remety (ukr. Нижні Ремети, ung. Alsóremete)      |
| ehemaliger Bahnhof | 22                                                  | Werchni Remety (ukr. Верхні Ремети, ung. Felsőremete)    | Werchni Remety (ukr. Верхні Ремети, ung. Felsőremete)    |
| Kopfbahnhof Streckenanfang · Strecke | 0                                                   | Wynohradiw (ukr. Виноградів, ung. Nagyszőllős)           | Wynohradiw (ukr. Виноградів, ung. Nagyszőllős)           |
| Strecke · Strecke |                                                     | Anschluss an die Bahnstrecke Batjowo–Korolewo            | Anschluss an die Bahnstrecke Batjowo–Korolewo            |
| Haltepunkt / Haltestelle · Strecke | 6                                                   | Oleschnyk (ukr. Олешник, ung. Szőlősegres)               | Oleschnyk (ukr. Олешник, ung. Szőlősegres)               |
| Haltepunkt / Haltestelle · Strecke | 11                                                  | Tschorny Potik (ukr. Чорний Потік, ung. Feketepatak)     | Tschorny Potik (ukr. Чорний Потік, ung. Feketepatak)     |
| Haltepunkt / Haltestelle · Strecke | 16                                                  | Schalanky (ukr. Шаланки, ung. Salánk)                    | Schalanky (ukr. Шаланки, ung. Salánk)                    |
| Brücke über Wasserlauf · Strecke |                                                     | Borschawa                                                | Borschawa                                                |
| Strecke nach links · Abzweig geradeaus und von rechts |                                                     |                                                          |                                                          |
| Bahnhof | 2028                                                | Chmilnyk (ukr. Хмілник, ung. Komlós)                     | Chmilnyk (ukr. Хмілник, ung. Komlós)                     |
| Haltepunkt / Haltestelle | 30                                                  | S. P. Chmilnyk (ukr. З. П. Хмілник, ung. Komlós fmh)     | S. P. Chmilnyk (ukr. З. П. Хмілник, ung. Komlós fmh)     |
| Haltepunkt / Haltestelle | 33                                                  | Kuwjadsch (ukr. Кув'ядж, ung. Beregkövesd)               | Kuwjadsch (ukr. Кув'ядж, ung. Beregkövesd)               |
| Abzweig geradeaus und ehemals nach links |                                                     | Werksanschluss                                           | Werksanschluss                                           |
| Haltepunkt / Haltestelle | 38                                                  | Silze (ukr. Сільце, ung. Beregkisfalud)                  | Silze (ukr. Сільце, ung. Beregkisfalud)                  |
| Kopfbahnhof Strecke ab hier außer Betrieb | 440                                                 | Irschawa (ukr. Іршава, ung. Ilosva)                      | Irschawa (ukr. Іршава, ung. Ilosva)                      |
| Abzweig geradeaus und nach links (Strecke außer Betrieb) · Strecke von rechts (außer Betrieb) |                                                     |                                                          |                                                          |
| Strecke (außer Betrieb) · Haltepunkt / Haltestelle (Strecke außer Betrieb) | 5                                                   | Ilnyzja (ukr. Ільниця, ung. Ilonca)                      | Ilnyzja (ukr. Ільниця, ung. Ilonca)                      |
| Strecke (außer Betrieb) · Abzweig geradeaus und nach rechts (Strecke außer Betrieb) |                                                     | Werksanschluss                                           | Werksanschluss                                           |
| Strecke (außer Betrieb) · Haltepunkt / Haltestelle (Strecke außer Betrieb) | 8                                                   | Ossij (ukr. Осій, ung. Szajkófalva)                      | Ossij (ukr. Осій, ung. Szajkófalva)                      |
| Strecke (außer Betrieb) · Bahnhof (Strecke außer Betrieb) | 12                                                  | Kamjanka (ukr. Камянка, ung. Gyllalja)                   | Kamjanka (ukr. Камянка, ung. Gyllalja)                   |
| Strecke (außer Betrieb) · Strecke (außer Betrieb) |                                                     | Werksanschluss                                           | Werksanschluss                                           |
| Haltepunkt / Haltestelle (Strecke außer Betrieb) | 47                                                  | Dubriwka (ukr. Дубрівка, ung. Cserhalom)                 | Dubriwka (ukr. Дубрівка, ung. Cserhalom)                 |
| Haltepunkt / Haltestelle (Strecke außer Betrieb) | 53                                                  | Bilky (ukr. Білки, ung. Bilki)                           | Bilky (ukr. Білки, ung. Bilki)                           |
| Haltepunkt / Haltestelle (Strecke außer Betrieb) | 56                                                  | Imstytschowo (ukr. Імстичово, ung. Misztice)             | Imstytschowo (ukr. Імстичово, ung. Misztice)             |
| Haltepunkt / Haltestelle (Strecke außer Betrieb) | 58                                                  | Lukowo (ukr. Луково, ung. Lukova)                        | Lukowo (ukr. Луково, ung. Lukova)                        |
| Bahnhof (Strecke außer Betrieb) | 62                                                  | Pryborschawske (ukr. Приборжавське, ung. Zárnya)         | Pryborschawske (ukr. Приборжавське, ung. Zárnya)         |
| Abzweig geradeaus und nach rechts (Strecke außer Betrieb) |                                                     | Werksanschluss                                           | Werksanschluss                                           |
| Bahnhof (Strecke außer Betrieb) | 66                                                  | Dowhe (ukr. Довге, ung. Dolha)                           | Dowhe (ukr. Довге, ung. Dolha)                           |
| Abzweig geradeaus und von rechts (Strecke außer Betrieb) |                                                     | Waldbahn Dowhe                                           | Waldbahn Dowhe                                           |
| Bahnhof (Strecke außer Betrieb) | 71                                                  | Bronka (ukr. Бронька, ung. Szuhabaranka)                 | Bronka (ukr. Бронька, ung. Szuhabaranka)                 |
| Abzweig geradeaus und nach rechts (Strecke außer Betrieb) |                                                     | Waldbahn Dowhe                                           | Waldbahn Dowhe                                           |
| Bahnhof (Strecke außer Betrieb) | 75                                                  | Kuschnyzja (ukr. Кушниця, ung. Kovácsrét)                | Kuschnyzja (ukr. Кушниця, ung. Kovácsrét)                |
| Strecke (außer Betrieb) |                                                     | Waldbahn Kuschnyzja                                      | Waldbahn Kuschnyzja                                      |

Das Schmalspurnetz Berehowe ist ein Netz von Schmalspurbahnen in der Ukraine in der Oblast Transkarpatien, das ursprünglich von der ungarischen Borzsavölgyi Gazdasági Vasút (BGV) erbaut und betrieben wurde. Im deutschen Sprachraum ist das Netz auch als Borzsatalbahn bekannt.

## Geschichte

### Die Borzsatalbahn als Privatbahn (1908 bis 1923)
Am 23. Dezember 1908 wurden von der Borzsavölgyi Gazdasági Vasút („Borzsatal-Wirtschaftseisenbahn“) die ersten Abschnitte eines Bahnnetzes zur Verbesserung der Erschließung der ungarischen Karpatenukraine in Betrieb genommen. Die Bahn wurde als Schmalspurbahn in der bosnischen Spurweite von 760 mm ausgeführt. Die Bahn folgte großenteils dem Verlauf der Borzsawa (heute Borschawa) und stellte die Verbindung von den Bahnhöfen Beregszász (heute Berehowe) und Nagyszőlős (heute Wynohradiw) an der Bahnstrecke Bátyú–Aknaszlatina (heute Batjowo–Solotwyno) mit den Waldgebieten am Rand der Karpaten her. Die Bahn wurde abgekürzt auch als Borzsatalbahn (oder eingedeutscht „Borschatalbahn“) bezeichnet.

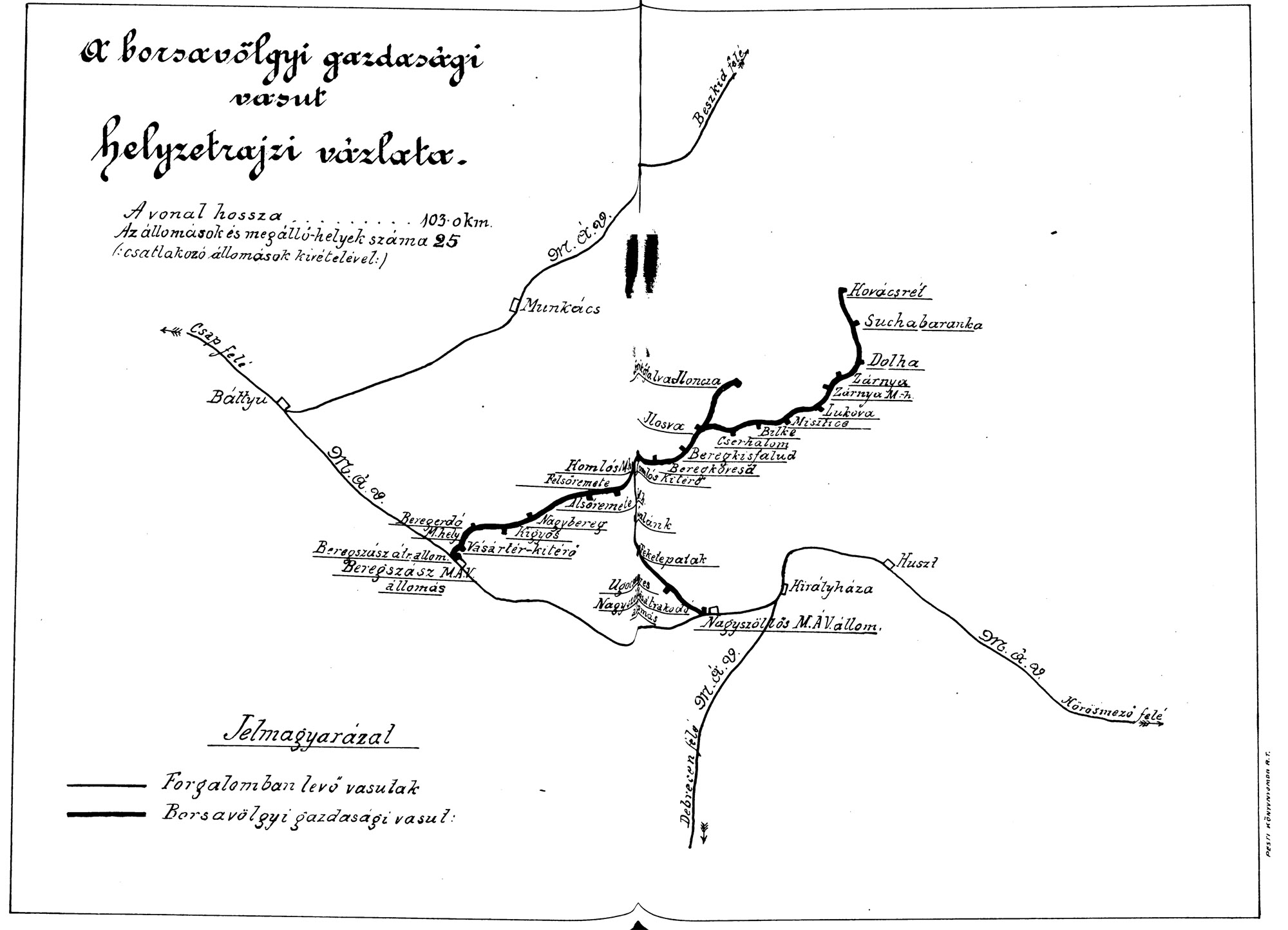
Karte der Borzsavölgyi Gazdasági Vasút (1906)

Die zu Beginn eröffneten Abschnitte stellten bereits den größten Teil des späteren Gesamtnetzes dar. Sie umfassten die 67 Kilometer lange Hauptstrecke Beregszász–Zárnya (Berehowe–Pryborschawske) und die Zweigstrecke Komlós–Nagyszőllős (Chmilnyk–Wynohradiw). Bereits am 22. Mai 1909 wurde die Hauptstrecke nach Kovácsrét (heute Kuschnyzja) verlängert und erreichte damit ihre maximale Ausdehnung.
Am 23. Dezember 1910 wurde eine weitere Zweigstrecke von Ilosva (heute Irschawa) nach Szajkófalva (heute Ossij) eröffnet, die am 10. Juni 1911 nach Gyllalja (heute Kamjanka) verlängert wurde. Damit war der Bau der Borzsatalbahn abgeschlossen. 1914 verkehrten auf der Hauptstrecke vier Zugpaare täglich, auf der Zweigstrecke nach Nagyszőllős drei, und auf der Zweigstrecke nach Gyllalja verkehrten drei gemischte Zugpaare.
1912 wurde mit der Erschließung der von der Borzsatalbahn berührten Waldgebiete in den Karpaten durch Waldbahnen begonnen. Die staatlichen Forstbetriebe bauten und betrieben eine Strecke von Dolha (heute Dowhe) über Szuhabaranka (heute Bronka) ins Tal der Bronka. Die Strecke benutzte südlich von Szuhabaranka auf einer Länge von etwa zwei Kilometern die Strecke der Borzsatalbahn mit und erreichte eine Ausdehnung von etwa 23 km.
Am 10. September 1919 wurde im Vertrag von Saint-Germain zur Auflösung Österreich-Ungarns die Karpatenukraine der neu entstehenden Tschechoslowakei zugeschlagen.

### Verstaatlichung und Übernahme durch die ČSD (1923 bis 1938)
Auch in der Tschechoslowakei blieb die Borzsatalbahn zunächst weiterhin eine Privatbahn. Offiziell erhielt sie nun den tschechischen Namen Boržavská hospodářská dráha.
Am 1. Januar 1923 wurde die Borzsatalbahn verstaatlicht und ihre Strecken und Fahrzeuge den Tschechoslowakischen Staatsbahnen (ČSD) zugeordnet. Dabei wurden drei Kursbuchtabellen gebildet:
- 326: Berehove–Komluš–Iršava–Kušnica (Beregszász–Komlós–Ilosva–Kovácsrét), 2 bis 4 Personenzugpaare
- 327: Iršava–Kamjanka (Ilosva–Gyllalja), 2 bis 3 Zugpaare für gemischten Verkehr
- 328: Sevľuš–Komluš (Nagyszőllős–Komlós), 3 bis 5 Personenzugpaare

1931 wurde eine weitere Waldbahn im Anschluss an die Borzsatalbahn errichtet. Sie führte von Zadné (Zárnya bzw. Kuschnyzja) über Lisičevo (Rókamező bzw. Lysytschowo) ins Tal der Kuschnyzja und mehrere Seitentäler.

### Übernahme durch die MÁV (1938 bis 1945)
Am 2. November 1938 wurde im Zuge der Aufteilung der Tschechoslowakei mit dem Ersten Wiener Schiedsspruch der südwestliche Teil der Karpatenukraine abgetrennt und gelangte wieder zu Ungarn. Damit kam es zu einer Teilung der Borzsatalbahn, die Abschnitte Beregszász–Kígyós (Berehowe–Kidjosch) und Salánk–Kenézpatak (Schalanky–Tschorny Potik) kamen zu den Ungarischen Staatsbahnen (MÁV), der Rest blieb zunächst bei den ČSD. Nach der Unabhängigkeitserklärung der Slowakei wurde der verbliebene Teil der Karpatenukraine am 15. März 1939 von Ungarn annektiert. Damit gehörte die gesamte Borzsatalbahn zur MÁV.
Das Verkehrsangebot wurde zwischen Ilosva und Gyllalja auf vier Zugpaare täglich ausgedehnt, auf der Stammstrecke wurde der Verkehr auf dem hintersten Abschnitt zwischen Dolha und Kovácsrét durch zusätzliche Fahrten verstärkt.

### Die Borschawatalbahn in der Sowjetunion (1945 bis 1991)

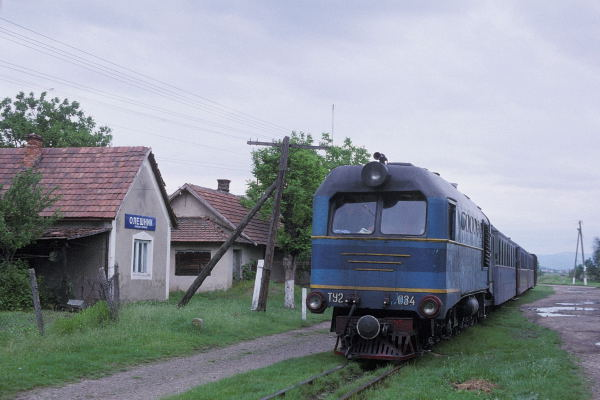
ТУ2-034 mit Personenzug nach Chmilnyk im Haltepunkt Oleschnyk (2007)

Nach dem Zweiten Weltkrieg 1945 wurde das vormalige Karpatenrussland von der Tschechoslowakei an die Sowjetunion abgetreten. Die Borschawatalbahn wurde dem Verkehrsministerium (Ministerstwo putej soobschtschenija, MPS) unterstellt und der Lwiwska Salisnyzja zugeordnet. 1948 wurde die sowjetische Einheitsspurweite für Schmalspurbahnen von 750 mm eingeführt.
1955 bis 1956 wurden die Bahnhöfe Kidjosch, Berehujfalu, Werchni Remety, Kuwjadsch, Silze und Dowhe zu Haltepunkten rückgebaut, Berehy folgte 1985.
Ende der 1960er Jahre wurde der Personenverkehr auf der Zweigstrecke Irschawa–Kamjanka eingestellt. Der Güterverkehr lief weiter, wurde später aber auf die Bedienung von Ilnyzja beschränkt, die Reststrecke wurde abgebaut.
Anfang der 1980er Jahre wurde der Personenverkehr auf der Hauptstrecke Berehowe–Kuschnyzja aufgrund der Konkurrenz des Straßenverkehrs eingestellt, lediglich die Zweigstrecke Chmilnyk–Wynohradiw wurde weiterhin im Personenverkehr bedient, zeitweise mit bis zu acht Zugpaaren, da es dort keine parallele Straße gibt und eine Querung der Borschawa auf der Straße nur in einer Entfernung von etwa 7 km in beiden Richtungen möglich ist. Die Hauptstrecke Berehowe–Pryborschawske wurde weiterhin im Güterverkehr bedient. 1985 wurde der Abschnitt Pryborschawske–Kuschnyzja der Forstverwaltung übertragen und der Waldbahn Dowhe zugeordnet.

### Im Betrieb der Ukrainischen Eisenbahn ab 1991

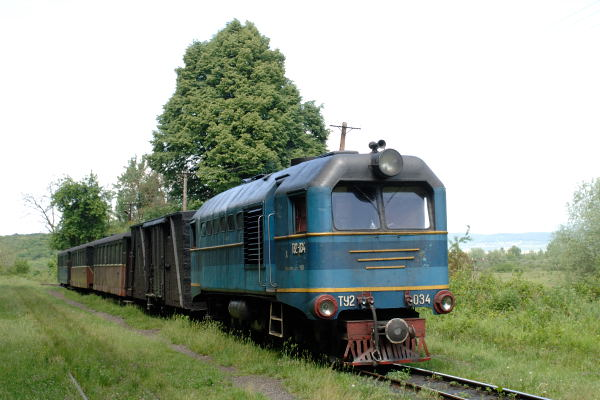
Bahnhof Chmilnyk mit Personenzug nach Wynohradiw (2007)

Mit der Unabhängigkeit der Ukraine 1991 übernahm die neue Ukrainische Eisenbahn (UZ) den Betrieb. Es entstanden Planungen zur Wiederaufnahme des Personenverkehrs auf dem Abschnitt Berehowe–Irschawa der Hauptstrecke. Zunächst wurde 1992 die Strecke Chmilnyk–Irschawa aufgearbeitet. Am 1. Dezember 1992 wurde der Personenverkehr mit drei täglichen Zugpaaren aufgenommen. Im Februar 1994 wurde auch die Strecke Berehowe–Chmilnyk aufgearbeitet und dort der Personenverkehr aufgenommen, er wurde aber bereits im selben Jahr wieder eingestellt.
Im Güterverkehr dominierte zuletzt die Bedienung der Kalkbrennerei in Pryborschawske, der gesamte Güterverkehr wurde um 2000 eingestellt, der Abschnitt Irschawa–Pryborschawske ist seitdem stillgelegt. Die Strecke Berehowe–Chmilnyk wird noch zum Austausch der Fahrzeuge für den Personenverkehr zwischen der Einsatzstrecke Wynohradiw–Chmilnyk–Irschawa und dem Bahnbetriebswerk in Berehowe benötigt. Im März 2007 wurde der Personenverkehr zwischen Chmilnyk und Irschawa auf ein Zugpaar täglich eingeschränkt. Die stillgelegten Strecken wurden bisher größtenteils nicht abgebaut.

## Fahrzeugeinsatz

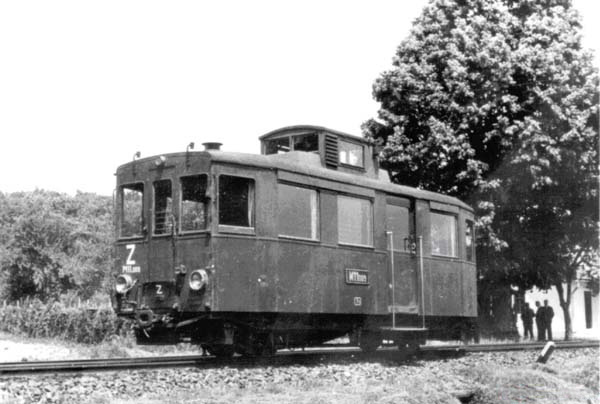
ČSD-Baureihe M 11.0

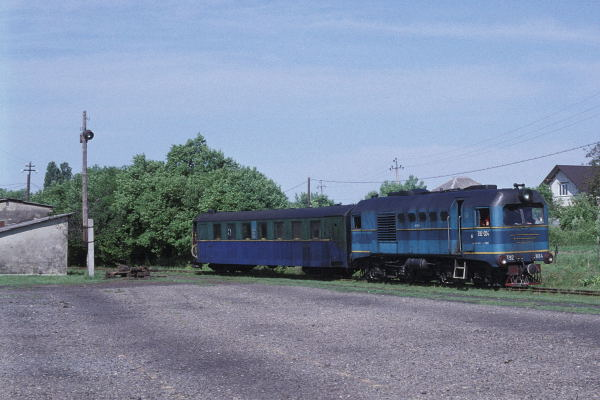
ТУ2-034 mit Personenzug nach Irschawa im Haltepunkt Silze (2007)

Zur Betriebsaufnahme der Borzsatalbahn standen neun Dampftriebwagen mit den Nummern 1 bis 5 und 11 bis 14 zur Verfügung. Sie erhielten bei den ČSD die Baureihenbezeichnungen M 13.0 bzw. M 25.0 und wurden von 1926 bis 1932 ausgemustert. Weiterhin standen zur Eröffnung zwei Dampflokomotiven 19 bis 20 zur Verfügung, die von den ČSD als Baureihe U 35.0 übernommen wurden. 1909 folgten zwei weitere Lokomotiven, die später von den ČSD als Baureihe U 34.0 bezeichnet wurden. 1913 wurde der Bestand durch zwei weitere Dampflokomotiven (später unter den Bezeichnungen U 44.001 und U 45.001 eingereiht) erweitert.
Die ČSD beschafften für die Borzsatalbahn 1928 drei neue Triebwagen der Baureihe M 11.0, ein weiterer folgte 1932. 1936 wurden zwei Dieseltriebwagen der Baureihe M 21.0 beschafft.
Im Betrieb der sowjetischen Eisenbahnen nach 1945 kamen zunächst Dampflokomotiven aus Beständen der UNRRA zum Einsatz, die aber bald durch elf Lokomotiven der Baureihe ГР (GR) ersetzt wurden.
Ab 1971 kamen Diesellokomotiven der Baureihe ТУ2 (TU2) zum Einsatz, die großenteils von der umgespurten Schmalspurbahn von Marguzek (Charanor–Priargunsk, Oblast Tschita, Sibirien) stammten. Der reguläre Einsatz von Dampflokomotiven endete 1972. Ab 1988 kam eine Lokomotive der ТУ7А (TU7A) zum Einsatz. Für die geplante Ausweitung des Personenverkehrs ab 1992 wurden fünf weitere ТУ7А beschafft. Aufgrund ihrer Störanfälligkeit kamen sie jedoch kaum zum Einsatz. 2007 waren noch drei ТУ2 im Bestand, alle in blauer Lackierung in unterschiedlichen Varianten.